# Il segreto (telenovela)
Il segreto (De pura sangre) è una telenovela messicana.

## Produzione
La telenovela fu girata nel 1985; venne trasmessa in prima visione assoluta su Televisa dal 1985 al 1986 e in prima visione in lingua italiana su Rete A negli anni successivi. È una produzione di Ernesto Alonso, con protagonisti Christian Bach e Humberto Zurita. La sigla è tratta dalla Sinfonia 29 K 201 in La di Mozart. La serie è stata premiata in Messico come migliore telenovela del 1986.
È stata girata nella tenuta di San Joaquín nel comune di San Miguel de Allende, Guanajuato.
È ancora oggi considerata un "classico" del genere e vede tra gli autori l'italiana Maria Zarattini, artefice del successo di Anche i ricchi piangono, Cuore selvaggio, Cuore di pietra.

## Trama
A San Miguel de Allende,  Guanajuato, muore don Alberto Duarte Solis, il ricchissimo proprietario del ranch San Joaquín dove si allevano cavalli Purosangue. La sua parente più prossima è la nipote Florencia, fidanzata con Leonardo Altamirano, avido e opportunista, convinto che la sua futura sposa erediterà tutto. Ma Florencia eredita solo il 30% del denaro: il resto della fortuna e la tenuta, don Alberto la lascia a uno sconosciuto, figlio di una sua amante che vive a Madrid, Alberto Salerno, un capitano di polizia di un gruppo antiterrorista.
Homero, zio di Leonardo interessato al denaro come lui, si rivolge a un suo amico, il narcotrafficante Carlos Melendes, il quale fa in modo che Alberto venga arrestato per detenzione di droga all'aeroporto di Belize. Nel frattempo, Leonardo si sposa con Florencia e dato il mancato arrivo di Alberto Salerno, condannato a 18 anni di carcere, la convince a continuare a vivere nella tenuta come padroni.
Dopo circa otto mesi, Alberto evade dalla prigione durante un incendio e si dirige a San Miguel Allende con l'intento di vendicarsi di chi aveva motivo di eliminarlo. Usando il nome fittizio Marcos Mejia, ottiene un lavoro come stalliere nella tenuta, allo scopo di investigare. Florencia, il cui matrimonio non è stato consumato per problemi di Leonardo che rivela anche un pessimo carattere, si sente attratta da Marcos, che la seduce e se ne innamora.
Alberto si rende conto che il criminale Carlos Melendez è il responsabile del suo arresto e che cerca di eliminarlo. Aiutato da alcuni amici, riesce a difendersi e rivela a tutti di essere Alberto Salerno, il proprietario del ranch. Per avere le prove della sua innocenza e di vendicarsi, si infiltra nella sua organizzazione criminale e riesce a sventare un importante traffico di droga.
Con la collaborazione della procura di Città del Messico, gli uomini di Melendez vengono arrestati, e durante la fuga, viene ucciso da Alberto.
Anche Leonardo morirà.

Alla fine Alberto e Florencia si sposeranno.